# 邦達里夫卡 (米洛韋區)
49°24′22″N 40°2′37″E / 49.40611°N 40.04361°E
邦達里夫卡（烏克蘭語：Бондарівка）是位於烏克蘭東部的村莊，由盧甘斯克州舊比利斯克區的米洛韋市鎮負責管轄。該村始建於1930年，面積0.43平方公里，海拔高度162米，2001年人口77，人口密度每平方公里179.1人。